# 浅井亮親
浅井 亮親（あざい すけちか）は、戦国時代から安土桃山時代にかけての武将。浅井氏の家臣。浅井氏の庶家、浅井秀信の子。

## 概要
『聚分韻略』に天文22年（1553年）に「浅井与次亮親」と奥書している。『天文日記』には天文13年（1544年）に「与次」、別の箇所では「五郎兵衛尉子」（五郎兵衛尉は浅井秀信の通称）として現れる。
のちに「石見守」を名乗ったことが多賀神社文書、福勝寺文書から確認できる。
亮親の次男、成伯は養源院の開山となった。
元亀元年（1570年）、織田氏による朝倉氏侵攻をめぐり宗家・浅井長政が父の久政や重臣達の意見に押されて織田信長を裏切ろうとした際は、これに反対し諌めた。しかし、長政は離反の道を選び、浅井氏は信長と敵対関係となる。
系図によっては名前を「親政」としたものがある。

### 『浅井三代記』の記述
天正元年（1573年）に浅井氏は織田軍に攻められ滅亡すると（小谷城の戦い）、亮親も捕縛された。織田諸将の前に連行された亮親は信長に痛烈な罵倒の言葉を浴びせ、激怒した信長に直接処刑されたという。
 ウィキソースには、浅井三代記/第十八 浅井長政最後之事の原文があります。

## 系譜
- 父：浅井秀信（?-1544） - 惟政
- 母：南殿 - 宗如
- 室：寿忻
- 養子
  - 男子：浅井吉政（?-1583） - 浅井盛政の子